# Der jüngste Leutnant
Der jüngste Leutnant (Originaltitel: Devil-May-Care) ist ein US-amerikanisches Filmmusical aus dem Jahr 1929 von Sidney Franklin mit Ramón Novarro und Dorothy Jordan in den Hauptrollen. Das Drehbuch basiert auf dem Bühnenstück La Bataille des dames, ou un duel en amour (dt.: Der Damenkrieg) von Eugène Scribe und Ernest Legouvé.

## Handlung
Als Napoleon nach Elba verbannt wird, entkommt sein Anhänger Armand de Treville dem Tod und macht sich auf den Weg zum Haus seines Cousins im Süden Frankreichs. Unterwegs muss er in ein Haus eindringen, um den verfolgenden royalistischen Soldaten zu entkommen, und trifft dort auf Leonie de Beaufort. Als sie erfährt, dass er ein Bonapartist ist, versucht sie, ihn den Royalisten auszuliefern, doch er entkommt.
Im Haus seines als Butler verkleideten Cousins Lucien de Grignon trifft er Leonie wieder und verliebt sich in sie. Mit der Rückkehr Napoleons kapituliert Leonie und gesteht Armand ihre Liebe.

## Hintergrund
Cedric Gibbons oblag die künstlerische Leitung. Gilbert Adrian war für das Kostümbild zuständig. Verantwortlicher Toningenieur war Douglas Shearer. Albert Lewin arbeitete als Produktionsleiter, Albertina Rasch choreografierte die Ballettszenen.
Dies war der erste Dialogfilm für Ramón Novarro.

## Musik
Folgende Songs von Clifford Grey und Herbert Stothart wurden im Film gespielt: March in the Old Guard, The Gang Song, Why Waste Your Charms?, Madame Pompadour, Charming, If He Cared und The Shepherd’s Serenade
Das Liebes-Ballett wurde von Dimitri Tiomkin komponiert.

## Veröffentlichung
Die Premiere des Films fand am 22. Dezember 1929 in New York statt. 1930 kam er im Deutschen Reich und in Österreich, hier unter dem Titel Der Leutnant des Kaisers, in die Kinos.

## Kritiken
Mordaunt Hall von der The New York Times bezeichnete den Film als angenehme Unterhaltung. Jedoch sei der respektable Musicalstar Novarro als Franzose nicht beeindruckend. Er singe angenehm, aber nicht so frei, wie man angesichts der ständigen Hinweise auf seine Opernkarriere erwarten könnte. Zwar habe Sidney Franklin mit seiner romantischen Führung geholfen, aber die Dialoge, insbesondere die Worte von Dorothy Jordan und Marion Harris, passen kaum zu einem Drama, das mehr als ein Jahrhundert alt ist.
In der Variety wurde der Film als durchschnittlich guter Tonfilm bewertet.
Im Magazin Harrison’s Report hieß es, dass Navarro-Fans auf ihre Kosten kommen würden. Die übrigen Zuschauer werden den Film allenfalls als passabel ansehen.
Begeistert wurde der Film im Magazin Film Daily aufgenommen. Hier wurde er als hochklassige Unterhaltung für jeden bezeichnet, eine farbenfrohe Romanze aus der Zeit Napoleons mit einem tollen Novarro.